# MagSpoof
El MagSpoof és un emulador de banda magnètica wireless (xarxa sense fil), creat per l'investigador de seguretat Samy Kamkar. Permet utilitzar les dades de la banda magnètica d'una tarjeta sense haver de copiar-los a una altra.
L'emulador no permet utilitzar targetes de crèdit no autoritzades legalment. No és suficient tenir el número de targeta i la seva data de venciment, ja que la informació del Chip-and-PIN i l'Amex no està implementada i utilitzant el MagSpoof cal tenir les magstripes (ratlles magnètiques) que es volen emular.
El MagSpoof permet efectuar una recerca en altres àrees de magstripes, microcontroladors i electromagnetisme, així com crear els nostres propis dispositius similars a un altre existent, tecnologies comercials com Samsung MST i Coin.
El dispositiu també pot ser utilitzat com a targeta de crèdit tradicional (i amb modificació, tècnicament pot impossibilitar requisists de xip) i en diverses formes de factor. Així mateix, pot ser utilitzat per recerques de seguretat en qualsevol àrea que tradicionalment requeririen una magstripe, com lectors per targetes de crèdit, llicències de conductors, claus d'habitació d'hotel, etc.

## Funcionament
Les ratlles magnètiques de dins són dèbils, però poden atreure partícules ferroses petites i per tant, es poden extreure totes les dades d'un magstripe o targeta de crèdit.
Els elements magnètics en la magstripe atreuen l'òxid de ferro i després el treuen. Les tires magnètiques poden tenir fins a tres pistes, tanmateix les targetes de crèdit només tenen dues. La pista 2 té 5 bits per caràcter, així que és més fàcil de veure.
Dues ratlles sòlides és un 1 i una ratlla seguida per un espai és un 0.
El CVV (codi valor de verificació, específic per Visa) és emmagatzemat en la magstripe, mentre que el CVV2 és imprès en una targeta.
El MagSpoof emula una ratlla magnètica per canviar la polarització d'un electroimant, produint un camp magnètic similar a una ratlla magnètica normal. El lector de magstripe no requereix cap forma d'auricular wireless, NFC o RFID. Normalment, els electroimants tenen un nucli de ferro.

## Seguretat
Una de les noves formes de seguretat és posar en el "service code" (codi de servei) una part de la magstripe, específicament el Chip-and-PIN.
El codi de servei dins d'una magstripe d'una targeta de crèdit defineix diversos atributs de la targeta, incloent si es pot dispensar efectiu, on pugui treballar (nacional o internacional), i si s'ha construït en IC (xip) i si té un pin (Chip-and-PIN / EMV).

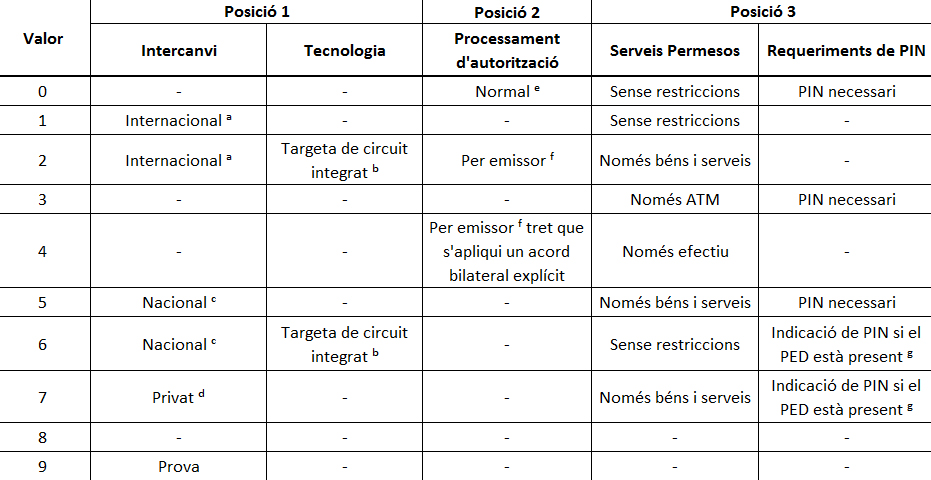
Assignacions de codi de servei

## Hardware
- Atmel ATtiny85 (microcontrolador): és el microcrontolador per conduir el sistema sencer. Emmagatzema totes les dades de la targeta de cèdit / ratlla magnètica.

- L293D H-Bridge (conductor de motor): és un conductor de motor, però els motors són conduïts per electroimants i els imants que estàn a l'interior d'ells.
- 24AWG Magnet Wire (bobina): el cable magnètic 24AWG actua com a bobina per produir el camp electromagnètic del lector i controla la polarització d'aquest.
- 100mAh 3.7V LiPo battery (the power): és la pila. Per la versió de mida de la targeta de crèdit s'utilitza una pila de PowerStream.
- 100uF Capacitor: aquest condensador manté prou energia per proporcionar l'electroimant necessari.
- LED: per assenyalar quan es transmet informació.
- 100Ohm Resistor: no crema fora del LED.
- Interruptor Momentani: inicia l'electroimant.
- Mini-Protoboard: per soldar tot junt.[2]

## Mr. Robot
El MagSpoof l'utilitza un dels personatges de la sèrie Mr. Robot, a l'espisodi 6 de la segona temporada, per entrar a una habitació d'hotel.